# Konsumtionsföreningen Enköping
Konsumtionsföreningen Enköping var en konsumentförening i Enköping med omnejd.

## Historik
Föreningen hade sitt ursprung i Fanna handelsförening som bildades 1899. I Enköping etablerades Arbetarnas handelsförening 1902, men den gick i konkurs 1905. Sedermera etablerade Fanna handelsförening en filial i Enköpings stad.
Efter något decennium gick Fanna handelsförening i konkurs. I dess ställe bildades Enköpings kooperativa handelsförening och Fanna nya handelsförening för respektive ort.
I november 1922 beslutades att de båda föreningarna skulle gå samman och bilda Konsumtionsföreningen Enköping vars verksamhet inleddes den 1 januari 1923. Ordförande för föreningen blev Hjalmar Andersson som kom att leda föreningen fram till 1956.
År 1932 uppgick Grillby handelsförening i Enköpingsföreningen. År 1939 hade föreningen tio butiker.
Den 21 mars 1957 invigde föreningen sitt Domusvaruhus vid Stora Torget i Enköping. Det hade uppförts efter ritningar av Herman Borendal på KF:s arkitektkontor.
Konsumtionsföreningen Enköping uppgick den 1 juli 1965 i Konsumentföreningen Uppsala. Dess verksamhet överläts under 1990-talet till KF centralt. Coop-butikerna i Enköpingsområdet kom senare att tillhöra Coop Östra, sedan KF avvecklat det centrala butiksägandet 2022.
Under Uppsalaföreningen ersattes gamla Domus av ett nytt som byggts vid Östra Ringgatan 21 och invigdes i oktober 1970. Redan under 1972 relanserades varuhuset som en stormarknad kallad Domus Stormarknad. Domus Stormarknad omvandlades till Robin Hood under 1995, som senare blev Coop Forum och Stora Coop, som år 2024 alltjämt fanns på samma adress.